# Leopold Auenbrugger

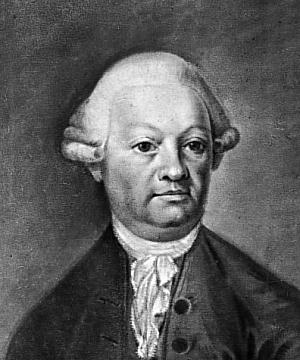
Leopold Auenbrugger

Josef Leopold Auenbrugger o Leopold von Auenbrugg (Graz, Austria; 19 de noviembre de 1722 - 17 de mayo de 1809) fue un médico austríaco que inventó el método de diagnóstico médico denominado percusión.

## Vida
Nació en Graz, población de la provincia de Estiria (Austria). Su padre, regente de un hotel, se esmeró en ofrecerle una educación de calidad, enviándolo a Viena para completar sus estudios universitarios. Auenbrugger se licenció en medicina con 22 años y entró a trabajar en el Hospital Militar Español de Viena, dende ejercería durante diez años.
Durante el ejercicio de su profesión se dio cuenta de que golpeando ligeramente el tórax de sus pacientes podían intuirse las cualidades de los tejidos y órganos subyacentes. Esta técnica quizá tenga sus orígenes en las pruebas de nivel de vino en los barriles de la bodega del hotel paterno. Con este método era capaz de trazar incluso algunos esbozos del corazón de sus pacientes.
Publicó sus hallazgos en un artículo pero no fue acogido con mucho interés por el cuerpo médico de la época. El reconocimiento del valor de este examen físico llegaría de la mano de Jean-Nicolas Corvisart, médico de Napoleón que lo popularizaría años más tarde en Francia, y de Joseph Skoda, en Viena.
Durante los diez años de trabajo con pacientes Auenbrugger se dedicó a confirmar el valor diagnóstico de sus observaciones comparándolas con estudios post mortem. Realizó experimentos en cadáveres, inyectando líquido en la cavidad pleural y demostrando que podía establecer mediante percusión el nivel de ocupación del líquido en dicha cavidad.
Su nombre se asocia al signo de Auenbrugger, un a protuberancia de la región epigástrica en casos de derrame pericárdico masivo. 
Sus últimos trabajos le llevaron a describir un método de percusión para detectar y localizar cavidades tuberculosas en el pulmón. También describió el "frémito", una vibración del tórax que puede detectarse colocando la palma de la mano abierta en el pecho del paciente. Se trata de una vibración debida a la presencia de estas cavidades y producida por la voz o la respiración del paciente reverberando en las mismas. Publicó estos hallazgos en un libro titulado Inventum Novum, considerado un clásico de la medicina.
Como muchos descubrimientos médicos el método de la percusión fue acogido inicialmente con indiferencia, pero tras su muerte sería recogido y popularizado por otros médicos, sugiriendo incluso a Laennëc sus estudios sobre auscultación. 
Auenbrugger vivió hasta una avanzada edad. Fue especialmente elogiado por sus cordiales relaciones con los médicos más jóvenes y por su dedicación hacia los pacientes más necesitados. Algún autor relata su fallecimiento durante la epidemia de tifus de 1798, pero el registro de su iglesia parroquial en Viena recoge su entierro en 1807.